# Gargantua (zespół muzyczny)
Gargantua – polski zespół rockowy z pogranicza rocka awangardowego i art rocka, założony w Krakowie w 1996 roku przez Bartka Zemana i Justyna Hunię.

## Historia
Zespół zadebiutował w 2003 roku płytą Gargantua. W roku 2004 z zespołu odszedł Justyn Hunia, a wkrótce do grupy dołączyli pianista Paweł Kubica i skrzypaczka Tylda Ciołkosz. Już jako kwintet grupa nagrała album Kotegarda, który ukazał się 7 grudnia 2007 roku.
Swoim debiutanckim wydawnictwem zespół nawiązał do stylistyki Rock In Opposition i art rocka, a w warstwie tekstowej do tradycji poezji lingwistycznej. Krytyka w kraju i za granicą dopatrywała się inspiracji dokonaniami King Crimson i Gentle Giant. W drugim albumie zespołu dostrzeżono powinowactwa z muzyką współczesną (Igor Strawinski, Steve Reich), rockową awangardą (Robert Fripp, Fred Frith, Univers Zero, krautrock) i jazzową improwizacją. Na płaszczyźnie wokalnej zespół odszedł wówczas od tradycyjnych tekstów na rzecz arbitralnych kombinacji dźwięków nawiązujących do koncepcji zaumu, języka pozarozumowego.
17 września 2011 Gargantua wystąpił jako pierwszy polski zespół  na Rock in Opposition Festival w Carmaux we Francji.  

## Skład
- Marcin Borowski – perkusja (do 2007)
- Tylda Ciołkosz – skrzypce (od 2005)
- Justyn Hunia – instrumenty klawiszowe, śpiew, teksty (do 2003)
- Paweł Kubica – instrumenty klawiszowe (od 2005)
- Leszek Mrozowski – gitara basowa (do 2007)
- Bartek Zeman – gitara, śpiew, teksty

## Dyskografia

### Albumy studyjne
- Gargantua (2003, Ars Mundi)
- Kotegarda (2007)[2]

### Kompilacje
- Polish Art Rock, vol. 2 (2001; płyta zawiera utwór Obiłaś mi się (Diabolus In Musica))[3]